# Funahashi
Funahashi (舟橋村?) è un villaggio giapponese della prefettura di Toyama.